# Jang Bahadur Rana
Jang Bahadur Kunwar Rana, meglio noto come Jang Bahadur Rana (जङ्ग बहादुर राणा - Jaṅga Bahādura Rāṇā; 18 giugno 1817 – Patharghat, 25 febbraio 1877), è stato un generale e politico nepalese, Primo ministro del Nepal dal 1846 al 1856 e dal 1857 al 1877.
Portava i titoli di Maharaja di Kaski e Lambjang ed il grado di generale. Ha ottenuto la carica di Primo ministro mediante un colpo di Stato nel 1846, consentendo alla sua discendenza di governare il paese fino al 1951, dopo aver relegato il Sovrano ad un ruolo puramente rappresentativo.

## Biografia
Proveniente da un'influente famiglia di tradizione militare di Gurkha, Jang Bahadur Rana acquisì un'elevata posizione alla Corte di Kathmandu grazie alla sua scaltrezza politica ed alle amicizie influenti. Deciso a prendere personalmente le redini del potere, nella notte tra il 14 ed il 15 settembre 1846 fece sterminare i principali cortigiani e comandanti dell'esercito in quello che è stato poi ricordato come massacro di Kot. Dopo questo episodio depose il re Rajendra ed insediò Surendra, dal quale si fece nominare Śrī Śrī Śrī Mahārāja (Tre volte grande Re), con la garanzia della trasmissione del titolo ai discendenti. Tra il 1850 ed il 1851 intraprese un viaggio in Gran Bretagna, da cui trasse ispirazione per i primi tentativi di modernizzazione del paese. In politica interna governò con il pugno di ferro, ed in politica estera ebbe rapporti di collaborazione con l'India Britannica. Nel 1856, intenzionato a ritirarsi dalla vita politica, cedette il potere al fratello Bam Bahadur che però morì dopo pochi mesi. Jang Bahadur riassunse quindi la carica fino alla sua morte, avvenuta nel 1877.